# Буберник, Титус
Титус Буберник (словац. Titus Buberník; 12 октября 1933, Pusté Úľany, Галанта — 27 марта 2022) — чехословацкий футболист. Играл на позициях защитника и полузащитника. С 1958 по 1963 год провёл 23 матча за сборную Чехословакии. Участник чемпионатов мира 1958 и 1962 годов, чемпионата Европы 1960.

## Карьера

### Клубная
Титус Буберник начинал карьеру футболиста в клубе «Кошице». В 1953 году перешёл в «Цервену Гвезду» из Братиславы и в составе этой команды стал чемпионом Чехословакии сезона 1958/59. За клуб из Братиславы Буберник выступал до 1968 года, после чего перебрался в Австрию и закончил карьеру 2 года спустя в клубе ЛАСК.

### В сборной
Титус Буберник попал в заявку сборной Чехословакии на чемпионат мира 1958 несмотря на то, что на тот момент не имел опыта выступлений за национальную команду. Дебютировал в сборной 17 июня 1958 года в дополнительном матче группового турнира чемпионата мира с командой Северной Ирландии.
В составе сборной Буберник сыграл 6 матчей в отборочном турнире к первому чемпионату Европы. В отборочном матче, сыгранном 10 мая 1959 года, полузащитник забил свой первый гол за сборную, поразив ворота ирландца Джимми О’Нила.
В дальнейшем по ходу квалификационного турнира Титус Буберник ещё четырежды забивал голы, по 2 раза отметившись во встречах с командами Дании и Румынии.
В рамках финального турнира чемпионата Европы 1960 футболист принял участие в обоих матчах своей команды.
В отборочном турнире к чемпионату мира 1962 Титус Буберник провёл 1 матч, вновь попал в заявку сборной на финальную часть турнира, но в Чили ни разу на поле не выходил.
В последний раз за национальную команду Буберник выступал 3 ноября 1963 года в товарищеском матче со сборной Югославии.

## Достижения
Сборная Чехословакии
- Бронзовый призёр чемпионата Европы (1): 1960
- Вице-чемпион мира (1): 1962

 Цервена Звезда
- Чемпион Чехословакии (1): 1958/59

Личные
- Лучший бомбардир отбора к чемпионату Европы: 1959 (5 голов)